# Cantonul Royan-Est
Cantonul Royan-Est este un canton din arondismentul Rochefort, departamentul Charente-Maritime, regiunea Poitou-Charentes, Franța.

## Comune
- Royan (parțial, reședință)
- Saint-Georges-de-Didonne